# Hormius radialis
Hormius radialis är en stekelart som beskrevs av Telenga 1941. Hormius radialis ingår i släktet Hormius och familjen bracksteklar. Inga underarter finns listade i Catalogue of Life.